# بيتر وولف (كاتب)
بيتر وولف (بالألمانية: Peter Wolf) (و. 1952  م) هو ملحن، وعازف جاز، وعازف بيانو، ومؤلفو موسيقى تصويرية، وموسيقي، وكاتب أغاني، ومنتج أسطوانات نمساوي، ولد في فيينا، يستخدم آلات بيانو.

## جوائز
حصل على جوائز منها:
- الوسام النمساوي للعلوم والفنون [الإنجليزية]‏.

## وصلات خارجية
- بيتر وولف على موقع IMDb (الإنجليزية)
- بيتر وولف على موقع ميوزك برينز (الإنجليزية)
- بيتر وولف على موقع ديسكوغز (الإنجليزية)
- بيتر وولف على موقع قاعدة بيانات الفيلم (الإنجليزية)
- بيتر وولف في قاعدة بيانات الأفلام على الإنترنت